# کوپچنه‌یوو
کوپچنه‌یوو (انگلیسی: Kupcheneyevo) یک شهرک در شهرستان یرمکیفسکی استان باشقیرستان کشور روسیه است.